# Varrelmannstraße

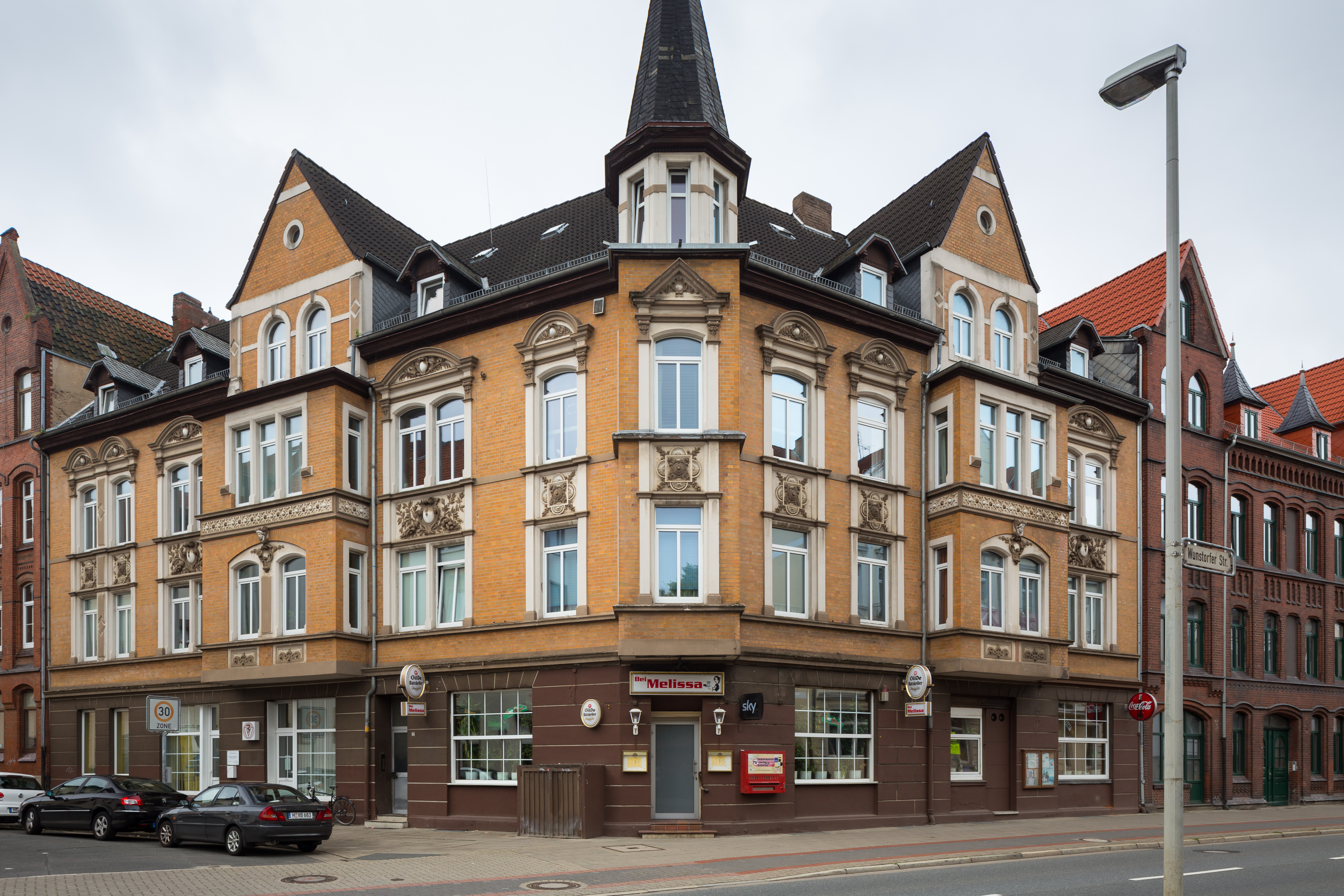
Gründerzeit-Gebäude Varrelmannstraße 2 Ecke Wunstorfer Straße in Limmer

Die Varrelmannstraße (faɐ̯ɛlmanʃtʁasə) in Hannover führt von der Wunstorfer Straße zur Harenberger Straße im heute hannoverschen Stadtteil Limmer. Die historische Straße war bereits zur Zeit des Königreichs Hannover um 1850 bekannt als Weg des seinerzeitigen Dorfes zum damals noch neuen Friedhof Limmers.
Erst in der späten Gründerzeit des Deutschen Kaiserreichs wurde der Verkehrsweg um das Jahr 1900 als Straße ausgebaut und noch vor 1901 erst Wedekingstraße benannt, 1903 dann Wedekindstraße. Die damalige Namensgebung erfolgte wohl nach den Eigentümern des Vollmeierhofes 1.
Ihren heutigen Namen erhielt die Straße im Jahr 1909, laut dem Manuskript Straßen-Namen von Groß-Hannover von Hinrich Hesse angeblich „nach dem Weinhändler, Grund- und Ziegeleibesitzer Varrelmann in Limmer“, der laut dem Archivar Helmut Zimmermann wohl identisch ist mit Hermann Varrelmann (* 22. September 1834 in Ubbendorf; † 18. März 1906 in Hannover), dem Prokuristen der „Dampf-Ziegelei Rudolf Wessel in Limmer“.
Aus der Zeit des Nationalsozialismus hat sich beim Arbeitskreis „Ein Mahnmal für das Frauen-KZ in Limmer“ eine Fotografie aus dem Jahr 1939 erhalten, die die Varrelmannstraße mit Hakenkreuz-Flaggen zeigen.